# Gaya (Níger)
Gaya é uma cidade da região de Dosso, em Níger. A cidade está situada 254 km ao sul da capital Niamey. Tem 28 385 habitantes.